# Tingsryd
Tingsryd – miejscowość (tätort) w Szwecji, w regionie administracyjnym (län) Kronoberg, w gminie Tingsryd.
Według danych Szwedzkiego Urzędu Statystycznego liczba ludności wyniosła: 3087 (31 grudnia 2015), 3168 (31 grudnia 2018) i 3224 (31 grudnia 2019).